# Hans Bischoff
Hans Bischoff, född den 17 februari 1852 i Berlin, död den 12 juni 1889 i Niederschönhausen, var en tysk musiker.
Bischoff var elev till Theodor Kullak, och blev senare lärare vid dennes akademi i Berlin. Han var en betydande pianist, främst kammarmusiker, och utgav andra och tredje upplagan av Adolf Kullaks Ästhetik des Klavierspiels (1876 respektive 1890), samt kritiska upplagor av klassiska pianoverk av Bach, Händel, Robert Schumann med flera.